# Boulevard Montmartre: Mardi Gras
Boulevard Montmartre: Mardi Gras (París, 1897) és una pintura de Camille Pissarro que resideix actualment a l'exposició permanent al Museu Armand Hammer de Los Angeles, Califòrnia. Aquesta obra forma part d'una sèrie de catorze pintures que representen diferents èpoques i estacions del dia del Boulevard Montmartre de París. Camille Pissarro és conegut com el “”pare de la impressió“” pel seu “”ull de professor“” per dibuixar el que va veure davant seu.
Pissarro va esbossar aquesta idea abans d'utilitzar oli sobre tela per pintar des de la finestra del balcó del Grand Hôtel de Russie amb vista al gran boulevard. Retrata una processó de Mardi Gras del segle xix, també coneguda com el Carnaval de París, des dels carrers que hi ha a sota, estenent la seva grandiositat fins a la distància. El Carnaval de París també va incloure una desfilada davant la pilota emmascarada a l'Opera pera de París. Aquesta escena de carrer se centra en la idea d'un “”Nou París” que revela un entorn natural de bellesa a l'aire lliure sense adulteració per tal d'educar el públic d'idees reals. Aquest quadre marca una de les darreres obres importants de Pissarro a causa de la seva debilitat de la vista comunament associada a la seva edat avançada. Molts crítics creuen que aquesta discapacitat formava la seva aparença de llibertat artística poc clara, espontània.

## Tècnica
La inspiració i l'estil artístic de Pissarro evolucionaven constantment des dels diferents ambients on se situava. Va estudiar a l'Academia Suisse, on va ser presentada per a dues de les persones més influents de la seva vida: Claude Monet i Paul Cézanne. Es desplaçava sovint a la recerca de nova inspiració i direcció per al seu treball. No va ser fins que va tornar a París i va dirigir la seva atenció des dels paisatges del país cap a les ciutats urbanes que van emfatitzar la importància de l'ordre, la proporció i l'estructura.
La seva obra representa un moviment dinàmic per la seva falta d'atenció als detalls fins, a les figures menys dibuixades individualment i a un augment de temes amplis que representen la vida real. Les seves pinzellades consisteixen en traços curts i solts, de mig gruix, per millorar la idea del moviment que es realitza a través de la seva obra. A primera vista, l'obra es desprèn de forma borrosa i mal pintada fins que l'espectador mira el quadre i veu les qualitats dels detalls que posa a través de les seves pinzellades estilístiques. Els grups d'homes amb túniques i vestits negres són significatius per als vestits tradicionals del segle xix i els homes dels cavalls signifiquen la policia que patrulla per la desfilada del carrer. Els arbres de davant de l'edifici estan estrictament estilitzats perquè l'espectador cregui que hi ha serps que volen pels arbres sinuosos. Pissarro dissenya l'arquitectura barroca francesa de l'edifici com a subjecte estàtic per la seva claredat i atenció al detall de l'arquitectura tradicional francesa.

## Influència del puntillisme
Aquesta obra té una influència del puntillisme que Pissarro va provar com una teoria de l'art "científica" emergent abans de crear aquesta obra. Tot i això, no va ser molt talentós en aquest estil i poc després va absorbir l'estil neoimpressionista amb una gran èmfasi d'una quantitat anormal de pinzellades i detalls superposats. A diferència de la majoria de les altres pintures de la sèrie del Boulevard Montmartre, la meitat inferior d'aquesta obra concreta característiques similars al puntillisme agrupant colors primaris a tota la pintura. Tanmateix, un cop vistos en persona, es pot notar automàticament l'amplitud de barrejar els colors junts en lloc de punts separats. Molts creuen que el seu estudi de l'estil art nouveau japonès va inculcar una distància de la progressió del carrer, que es pot observar des del primer pla de la perspectiva lineal.